# Joaquim Chissano
Joaquim Alberto Chissano (22. listopada 1939.), afrički političar, drugi predsjednik države Mozambik.
Vladao je 19 godina, od 1986. do 2005. Nakon silaska s vlasti angažirao se u mnogim međunarodnim tijelima kao poslanik i pregovarač za Ugandu i Sudan.
Rođen je u udaljenom selu Malehice, distrikt Chibuto, provincija Gaza.Pohađao je jedinu srednju školu na otoku u glavnom gradu kao jedini crni student.
Tamo je postao član i kasnije predsjednik Afričke organizacije srednjoškolaca.
Nakon odlaska iz srednje škole, otišao je u Portugal gdje je u Lisabonu htio studirati medicinu. Studij mu je naglo prekinut zbog političkog aktivizma.
Pobjegao je preko Francuske u Tanzaniju.
Tijekom 1960-ih u Parizu je predstavljao FRELIMO. Zapamćen je iz tog razdoblja kao tih i blagoglagoljiv diplomat koji je želio pomiriti umjerene i radikalne frakcije unutar stranke.
Sudjelovao je u oslobodilačkoj borbi, kojoj je pridonijela i Revolucija karanfila. Stekao je vojni čin general bojnika.
Prvi predsjednik Samora Moises Machel imenovao ga je ministrom vanjskih poslova. Na tom položaju ostao je 11 godina.
Nakon Machelove smrti u avionskoj nesreći, postao je predsjednik, a zemlja je utonula u građanski rat koji je trajao do 1992. godine.
Na prvim višestranačkim izborima 1994. godine pobijedio je pobunjeničkog vođu Afonsa Dhlakamu, a 1999. ponovno je pobijedio.
2005. odbio se natjecati za treći mandat, iako mu Ustav to ne bi branio.
Oženjen je i rimokatolik, iako se zanimao i prakticirao transcedentalnu medicinu.
Dobitnik je niza priznanja za svoj politički rad.
Predsjednik Afričke unije bio je od srpnja 2003. do srpnja 2004. godine.